# Роджер Дуроніо
Роджер Дуроніо (англ. Roger Duronio) — колишній працівник фірми UBS PaineWebber. Виконував обов'язки системного адміністратора. Став відомим через інцидент із «логічною бомбою». Точний вік невідомий, в джерелах є інформація про те, що він народився в 1938 або в 1939 році.

### Інцидент в компанії UBS PaineWebber
У 2002 році Роджера Дуроніо було звинувачено в створенні «логічної бомби» та розповсюджені її на понад 2000 серверів компанії UBS PaineWebber. Інцидент стався у 2001 році перед новим роком.
Роджер, який працював на UBS протягом двох років, очікував отримати бонус у розмірі 50 000 доларів, але отримав лише 32 000 доларів. Він був незадоволений своїм бонусом, тому вирішив помститися компанії. Роджер створив «логічну бомбу», яка дала йому змогу видалити всі файли на хост-сервері в центральному центрі обробки даних, а потім на кожному сервері в кожній гілці. Як повідомляють очевидці, код із 20 рядків, написаних Роджером Дуроніо на мові програмування С, був простим та елегантним і відповідав усім вимогам KISS-принципу.
Простота коду дозволила чітко зрозуміти, чому це було небезпечно: у короткій серії вкладених циклів сильно загорнута команда (rm), начебто цифрова трубчаста бомба. За допомогою стандартного рекурсивного набору параметрів (-r) та безвідмовної роботи відключено (-f), він був вказаний на корінь UNIX («/»), серце файлової системи. Завдяки значному привілейованому доступу до переважної більшості фінансової мережі UBS Paine Webber Роджер використовував серію робочих та персональних систем для розповсюдження та приховання декількох тисяч примірників свого диверсійного пристрою в холодну зимову ніч 2001 року, безпосередньо перед Новим роком, тоді як більшість співробітників ІТ-підрозділів UBS / PW насолоджувались святками компанії.